# 王子橋
王子橋（おうじはし）は、福島県石川郡石川町にある道路橋である。

## 概要
- 全長：72.84m
  - 主径間：35.445m
- 幅員：7.5（10.0）mm
- 形式：2径間単純PCポステンT桁橋
- 竣工：1985年

石川町中心部より西部を流れる一級水系阿武隈川水系社川を渡り、福島県道11号白河石川線を通す。東詰は石川町沢井字小金石、橋上にてわずかに字山森沢を掠め、西詰は石川町字王子平に位置する。現在の橋は1981年度より地方道橋梁整備事業として建設されたものである。総工費は2億3440万円。橋上は上下対向2車線で供用されており、下り線側に幅員2.5mの歩道が設置されている。親柱には「無事帰る」との願いを込め、カエルのモニュメントが設置されている。

## 沿革
- 1934年 - 先代の橋梁（幅員4m）が建設される[2]。
- 1981年度 - 旧橋梁の老朽化と、幅員狭小、及び悪線形により車両の落下事故が発生するなど道路交通の危険性があったため地方道橋梁整備事業として架替が着工される。
- 1985年 - 現在の橋が竣工する。
- 1986年1月27日 - 現在の橋が供用される。